# Joonas Suotamo
Joonas Suotamo, född 3 oktober 1986 i Esbo, är en finsk basketspelare och skådespelare. Han är känd för rollen Chewbacca, som han tog över efter Peter Mayhew i filmen Star Wars: The Force Awakens från 2015.  Han spelar också i Star Wars: The Last Jedi från 2017 och i Solo: A Star Wars story. Han spelar även Lurch i andra säsongen av Wednesday på Netflix.  
Suotamo spelade 4 säsonger i Korisliiga.